# 김채원 (소설가)
김채원(金采原, 1946년 12월 13일 ~  )은 대한민국의 소설가이다. 시인 김동환과 소설가 최정희의 막내딸이다. 경기도 남양주 덕소 출생이다.

## 생애
1946년 경기도 남양주 덕소에서 출생하였고 1968년 이화여자대학교 회화과를 학사 졸업했다.
1972년 일본 동경 한국초중고등학교 미술교사를 하였으며 1974년 <먼바다>로 현대문학지에 황순원의 초회 추천을 받다.
1975년 언니 김지원이 있는 미국 뉴욕 아트스튜던트리그에서 수업하였고 <밤인사>로 추천 완료 등단하였으며 1976년 프랑스 파리에 유학하였고 1978년 귀국하였다.
1989년 <겨울의 환>으로 이상문학상 수상
2016년 <베를린 필>로 현대문학상 수상

## 학력
- 이화여자대학교 사범대학 부속 고등학교
- 이화여자대학교 회화과

## 가족 관계
- 아버지 : 김동환
- 어머니 : 최정희
- 언니 : 김지원
- 아들 : 백수장[1]